# Форт-Провиденс
Форт-Провиденс (англ. Fort Providence) — деревня в Северо-Западных территориях, Канада.

## История
Деревня была основана в начале 1860-х годов как католическая миссия. В 1867 году в поселении монахини открыли школу-интернат и детский дом. Преподавание велось на английском и французском языках, а большинство монахинь были родом из Квебека. Официальное название это поселение получило только в 1868 году, когда Компания Гудзонова залива, одна из крупнейших североамериканских торговых компаний, перенесла сюда свой торговый пост, находившийся ранее на острове Биг-Айленд в истоке реки Маккензи.

## География
Деревня расположена на правом берегу реки Маккензи, к западу от озера Большое Невольничье.

## Население
По данным переписи 2011 года население деревни составляет 734 человека. По данным прошлой переписи 2006 года оно насчитывало 727 человек, из которых 670 человек (92,2 %) были потомками коренных народов Канады.

## Транспорт
Через деревню проходит трасса Йеллоунайф, которая соединяет Форт-Провиденс с городом Йеллоунайф. Рядом с деревней расположен мост Де-Чо через реку Маккензи, который был открыт 30 ноября 2012 года. Этот мост заменил ледовые переправы и паромы, обеспечив круглогодичное движение по трассе. Имеется аэропорт.

## Климат
Форт-Провиденс имеет континентальный субарктический климат, типичный для населенных районов Северо-Западных территорий. Климат в Форт-Провиденс имеет долгий холодный зимний сезон и короткое теплое лето. Переходные сезоны очень коротки.

## Галерея

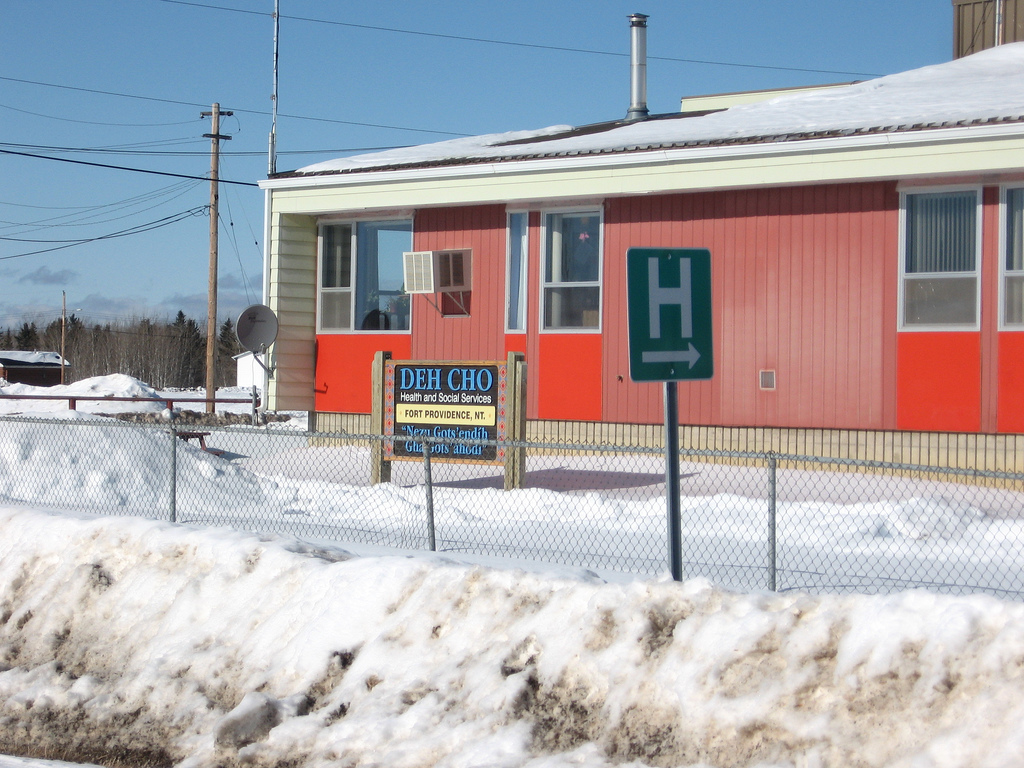
Медицинский центр Форт-Провиденс
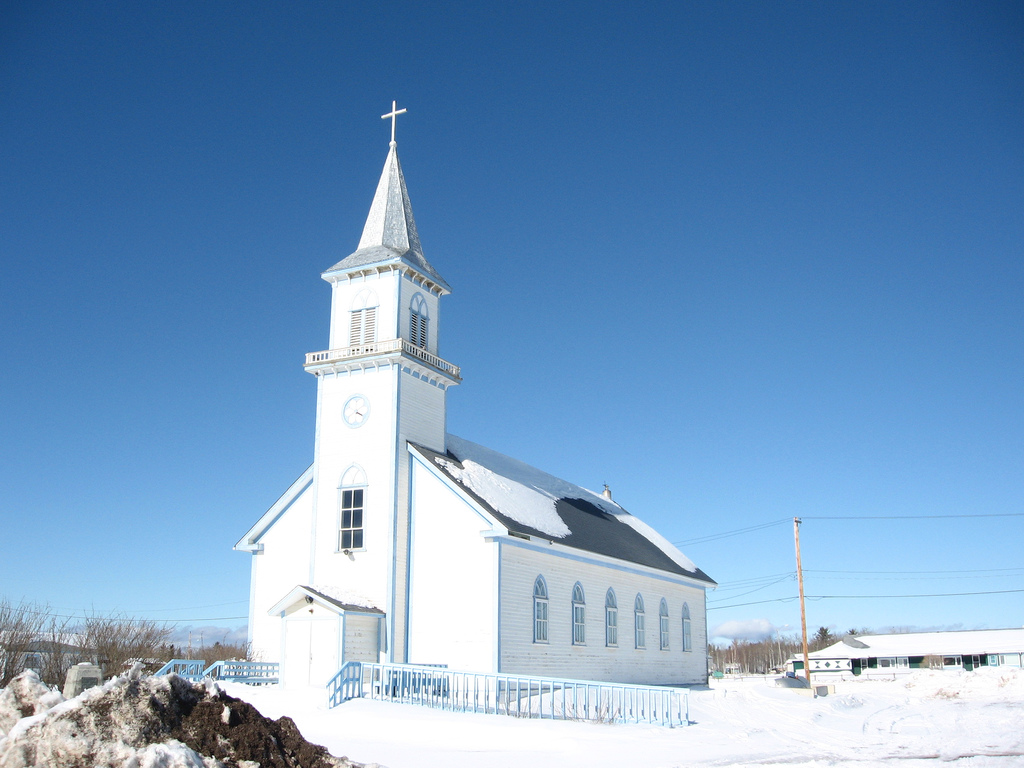
Церковь в Форт-Провиденс
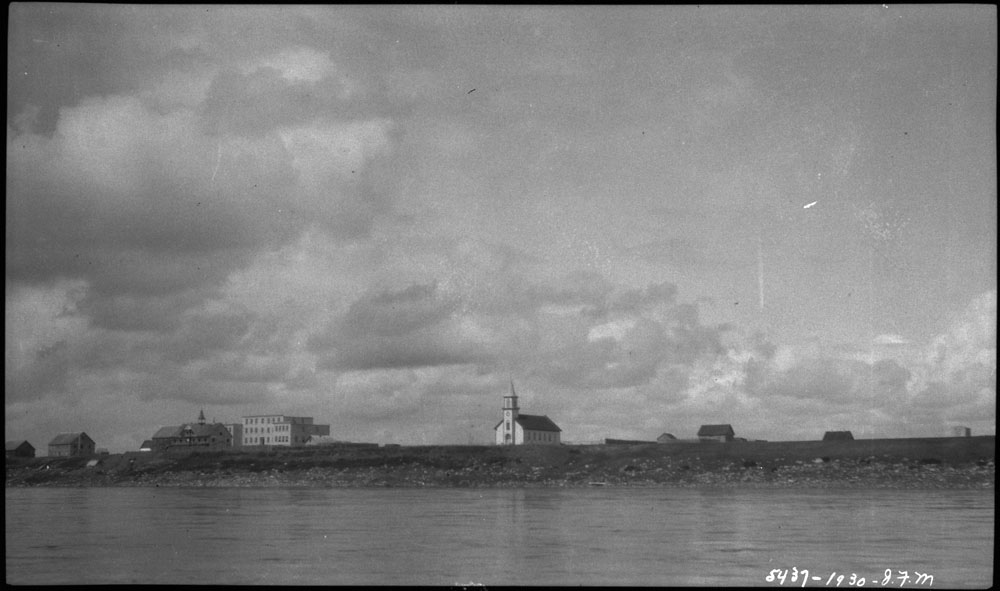
Форт-Провиденс в 1930е годы
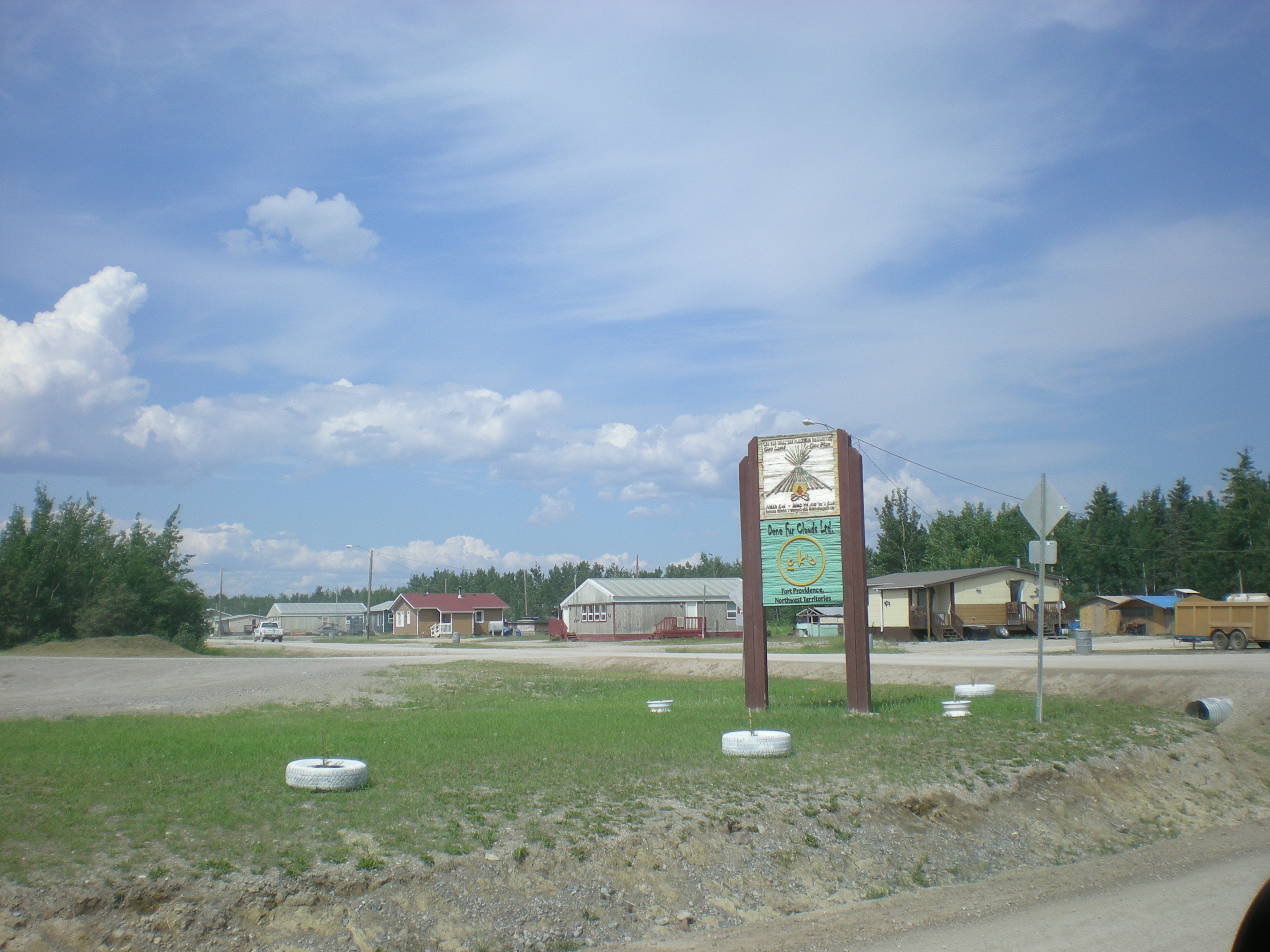
Поселение в настоящее время
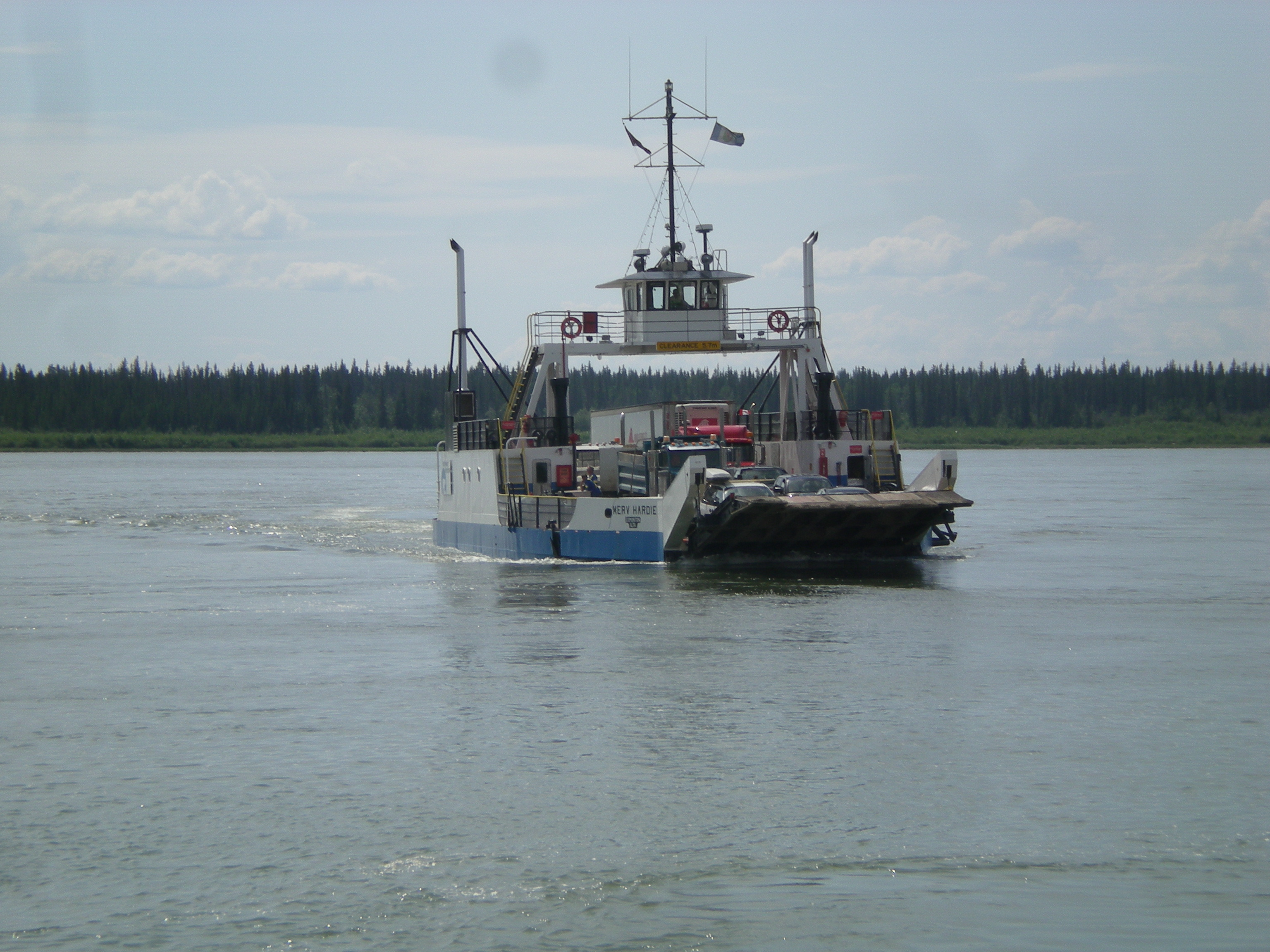
Паром
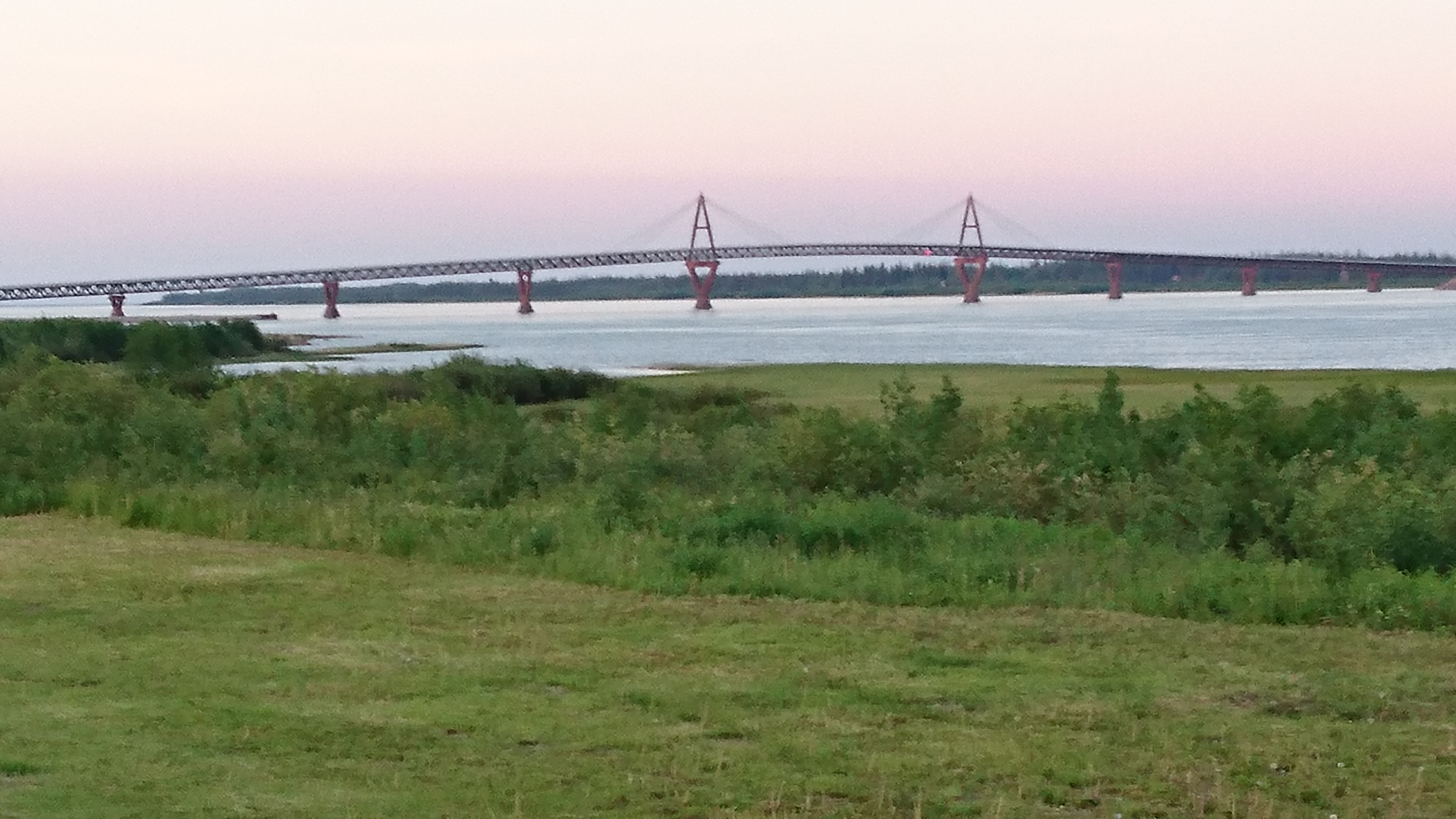
Мост Де-Чо